# Islas Baba y Bhit
Islas Baba y Bhit (en urdu: جزیرہ بابا بھٹ) es el más pequeño barrio del sector de Kiamari en Karachi, en la provincia de Sind, al sur de Pakistán. Se compone de tres islas de pescadores en el centro del puerto de Karachi. El área aproximada de estas islas es de 4 km² y tienen una población de alrededor de 12.000 personas. La zona está muy descuidada por los locales y el gobierno central debido a su separación de la parte continental.
Hay varios grupos étnicos incluyendo punjabíes, sinds, cachemires, Seraikis, pastunes, baluchis, etc Más del 99% de la población es musulmana. 
No debe confundirse con otro lugar llamado Bhit Shah situado en la parte interior de la provincia de Sind, Pakistán. Bhit Shah es el pueblo donde esta el santuario de Shah Abdul Latif Bhittai (1689-1752), el santo patrón de Sind.